# Uca maracoani
Uca maracoani är en kräftdjursart som först beskrevs av Pierre André Latreille 1802.  
Uca maracoani ingår i släktet vinkarkrabbor, och familjen Ocypodidae. Inga underarter finns listade i Catalogue of Life.